# بيروت الغربية

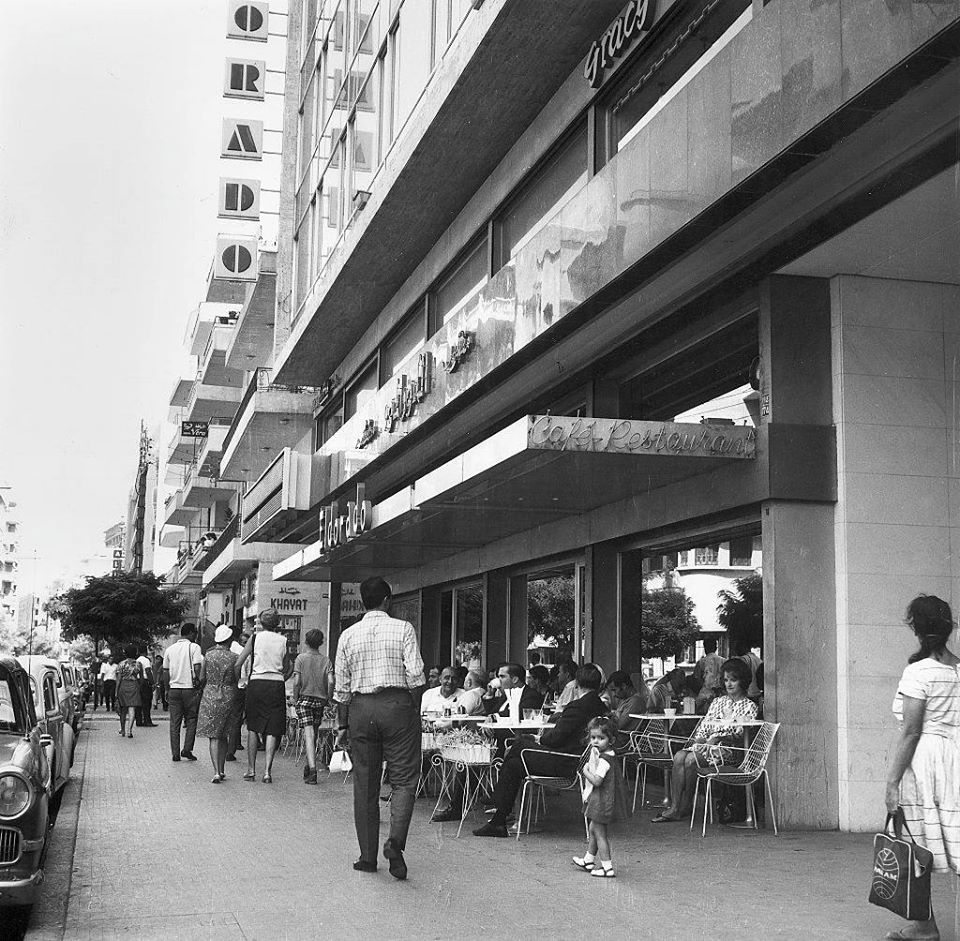
شارع الحمرا، بيروت الغربية، 1940

بيروت الغربية هو مصطلح يشير إلى الشطر الغربي من العاصمة اللبنانية، بيروت. أصبح هذا الاسم مشهورًا خلال الحرب الأهلية اللبنانية التي استمرت من عام 1975 حتى 1990، حيث انقسمت المدينة إلى منطقتين رئيسيتين: بيروت الغربية التي كانت تُعرف بأنها منطقة المسلمين، وبيروت الشرقية التي كانت تُعرف بأنها منطقة المسيحيين، مع وجود "الخط الأخضر" كحد فاصل بينهما.

## ميزات
المنطقة تضم العديد من الأحياء مثل الحمراء، رأس بيروت، المصيطبة، وعين المريسة. تاريخيًا، لعبت بيروت الغربية دورًا هامًا في الحراك الثقافي والسياسي في لبنان، وتتميز بالجامعات العريقة مثل الجامعة الأمريكية في بيروت (AUB) والمؤسسات الثقافية.

## الحرب الأهلية
كان الشطر الغربي تحت سيطرة الحركة الوطنية اللبنانية، التي ضمّت الحزب التقدمي الاشتراكي، حركة أمل، جيش التحرير الفلسطيني، الحزب الشيوعي اللبناني، والناصريين المستقلين (المرابطون)، بينما سيطرت القوات اللبنانية على الشطر الآخر من العاصمة. وفي إطار قوات الردع العربية، انتشر لواء المشاة السوري 85 المُعزّز في الشطر الغربي. واشتهرت بيروت الغربية بضمّها حكومة سليم الحص المدنية (مدعومة من سوريا)، مقابل الحكومة العسكرية التي ترأسها ميشال عون في بيروت الشرقية.

## فيلم "بيروت الغربية"
هناك أيضًا فيلم لبناني يحمل نفس الاسم، "بيروت الغربية"، الذي أُصدر في عام 1998. تدور أحداث الفيلم في فترة الحرب الأهلية، حيث يتناول قصة مجموعة من الأطفال الذين يعيشون في بيروت خلال تلك الفترة المضطربة. الفيلم يسلط الضوء على تجاربهم وأحلامهم في عالم مليء بالصراعات.